# Dyrektorzy
Dyrektorzy – polski serial obyczajowy z 1975 roku.

## Treść
Akcja serialu toczy się w fikcyjnym Przedsiębiorstwie Państwowym Wyrobów Precyzyjnych „Fabel”, w latach 1957–1972. Bohaterami kolejnych odcinków są dyrektorzy tegoż zakładu, a każdy odcinek opowiada o innym dyrektorze i jego działalności na tle przemian zachodzących w Polsce w tym okresie.

## Tytuły odcinków
- Swój chłop
- Bokser
- Spadająca gwiazda
- Wieczny zastępca
- Pełniący obowiązki
- Ryzykant

## Obsada
- Janusz Paluszkiewicz − Ignacy Gajda, w roku 1957 dyrektor "Fabelu"
- Wanda Łuczycka − Gajdowa
- Stanisław Niwiński − inżynier Piotr Gajda, syn Ignacego, w roku 1970 dyrektor "Fabelu"
- Grażyna Barszczewska − żona Piotra Gajdy
- Bogdan Baer − Robert Grabowski, zastępca dyrektora ds. ekonomicznych, później dyrektor "Fabelu"
- Adolf Chronicki − Badura, dyrektor "Fabelu"
- Zbigniew Józefowicz − Henryk Czyżewski, sekretarz ekonomiczny KW
- Zygmunt Malawski − Cis, przewodniczący rady zakładowej
- Jan Nowicki − inżynier Adam Stokłos, kierownik wydziału, następnie zastępca dyrektora ds. technicznych, później dyrektor "Fabelu", od roku 1970 dyrektor naczelny zjednoczenia
- Józef Nowak − Wacław Widlarz
- Ryszard Ronczewski − Pękała
- Jerzy Janeczek − Kazimierz Kozioł
- Antoni Jurasz − majster Augustyniak
- Krystyna Kołodziejczyk − Krystyna, sekretarka dyrektora "Fabelu"
- Wojciech Alaborski − uczestnik zebrania
- Leonard Andrzejewski − robotnik z butelką wódki
- Henryk Bąk − Ludwik Wanad, urzędnik Centralnego Zarządu Zjednoczenia, później dyrektor "Fabelu"
- Tadeusz Borowski − inżynier Aleksander Szymanek
- Jerzy Braszka − Tadeusz, kierowca dyrektora "Fabelu"
- Barbara Brylska − Elżbieta, partnerka Stokłosa
- Teresa Budzisz-Krzyżanowska − robotnica Regina Sołoniewska
- Barbara Burska − Irenka, sekretarka dyrektora w Fabelu
- Halina Buyno-Łoza − matka Gabrysia
- Janusz Bylczyński − inżynier Retman
- Wanda Chwiałkowska − żona Czyżewskiego
- Anna Ciepielewska − żona Roberta Grabowskiego
- Tadeusz Cygler − Józek, pijany kierowca wózka
- Zofia Czerwińska − robotnica obgadująca Sołoniewską
- Kazimierz Dejunowicz − Marko
- Witold Dębicki − inżynier Jerzy Gawryszyn
- Jacek Domański − uczestnik zebrania
- Jerzy Dukay − mężczyzna śledzący Wanada
- Bohdan Ejmont − projektant budowanego bloku
- Andrzej Fedorowicz − majster Henio
- Stanisław Gawlik − przedstawiciel władz wojewódzkich
- Wiesław Gołas − Józef Stokłos, brat Adama
- Antonina Gordon-Górecka − Helena Wanad, żona Ludwika
- Zofia Grabińska − kobieta na weselu Maryni
- Piotr Grabowski − mąż Maryni
- Andrzej Grąziewicz − robotnik
- Tomasz Grochoczyński − inżynier Bobrowski
- Katarzyna Hanuszkiewicz − Marta Grabowska, córka Roberta
- Mieczysław Hryniewicz − młody robotnik
- Stanisław Jaroszyński − Pawlak, sekretarz ekonomiczny KW
- Andrzej Jurczak − Szczygieł
- Kazimierz Kaczor − Cegielski
- Józef Kalita − portier
- Jerzy Karaszkiewicz − robotnik
- Janusz Kilarski − Jurek Skrobski, kolega Wanada
- Aleksandra Kisielewska − Zosia
- Janusz Kłosiński − Leszczuk, dyrektor naczelny zjednoczenia
- Teofila Koronkiewicz − matka Stokłosa
- Roman Kosierkiewicz − mężczyzna rozmawiający z Czernym
- Maria Kowalik − robotnica Marynia
- Irena Kownas − sąsiadka Gajdy
- Andrzej Krasicki − inspektor Fedecki
- Zbigniew Kryński − mężczyzna rozmawiający z Czernym
- Edward Kusztal − Luśniak
- Edward Lach − Dubiel, główny księgowy "Fabelu"
- Joachim Lamża − robotnik Gabryś
- Czesław Lasota − mężczyzna rozmawiający z Czernym
- Teresa Lipowska − siostra Szymanka
- Jan Łopuszniak − majster w kolejce do lekarza
- Sławomira Łozińska − pielęgniarka
- Jan Machulski − lekarz
- Bohdana Majda − matka Maryni
- Zygmunt Malanowicz − Czerny, sekretarz KW
- Ferdynand Matysik − pułkownik Drozdowski
- Kazimierz Mazur − Ostronosy
- Wiesława Mazurkiewicz − Walendziakowa
- Anna Milewska − doktor Klara Prosnak, lekarz zakładowy w "Fabelu", kochanka Wanada
- Jerzy Moes − barman Jędruś
- Jerzy Molga − lekarz
- Józef Nalberczak − majster Muniak
- Marek Nowakowski − robotnik
- Ludwik Pak − Pryszczaty
- Piotr Pawłowski − prokurator wojskowy, szef Drozdowskiego
- Czesław Piaskowski − Kozdra
- Ryszard Pracz − inżynier
- Eugeniusz Priwieziencew − Jacek Widlarz, syn Wacława
- Sylwester Przedwojewski − zwolniony robotnik
- Andrzej Seweryn − inżynier Krzysztof Szymczak
- Bogusław Sochnacki − Wachowiak
- Krzysztof Stroiński − "Piegus"
- Bronisław Surmiak − Walewski
- Andrzej Szalawski − profesor okulista
- Jerzy Szmidt − urzędnik
- Szymon Szurmiej − szef BHP w Fabelu
- Zdzisław Szymański − Wicek Rogalski
- Krzysztof Świętochowski − robotnik
- Jerzy Tkaczyk − ksiądz na pogrzebie ojca Stokłosa
- Paweł Unrug − robotnik
- Kazimiera Utrata − robotnica
- Ryszard Wachowski − majster Ślepko
- Paweł Wawrzecki − radiolog, znajomy Jolanty Gajdy
- Edward Wichura − mężczyzna rozmawiający z Czernym
- Maria Winiarska − pielęgniarka
- Wojciech Zagórski − robotnik
- Tomasz Zaliwski − mężczyzna śledzący Wanada
- Janusz Zakrzeński − towarzysz Pająk z Warszawy
- Aleksandra Zawieruszanka − żona Badury
- Jolanta Zykun − siostra Sołoniewskiej
- a także: Hanna Balińska, Tadeusz Bogucki, Marek Dąbrowski, Aleksandra Dmochowska, Elżbieta Dmochowska, Maciej Dzienisiewicz, Aleksander Gawroński, Zbigniew Geiger, Eleonora Hardock, Irena Hrehorowicz, Elżbieta Jasińska, Halina Jezierska, Elżbieta Jeżewska, Edward Kowalczyk, Renata Kułakowska, Zygmunt Listkiewicz, Kazimierz Łastawiecki, Marian Łącki, Celina Mencner, Jan Młodawski, Gabriel Nehrebecki, Tomasz Neuman, Barbara Nowakowska, Józef Osławski, Danuta Rastawicka, Robert Swaczyński, Jadwiga Szymalanka, Bogdan Śmigielski, Jan Tatarski, Czesław Wojtała, Alicja Wolska, Andrzej Wykrętowicz, Wojciech Zeidler

## Nagrody i odznaczenia
- 1975 - Aleksander Minkowski Kowadło (Nagroda Krak. Stow. Twórców i Działaczy Kultury "Kuźnica")
- 1975 - Andrzej Szypulski Kowadło (Nagroda Krak. Stow. Twórców i Działaczy Kultury "Kuźnica")
- 1975 - Zbigniew Chmielewski Kowadło (Nagroda Krak. Stow. Twórców i Działaczy Kultury "Kuźnica")
- 1976 - Zbigniew Chmielewski Złoty Ekran (przyznawany przez pismo "Ekran") w kategorii: telewizyjny film fabularny
- 1976 - Aleksander Minkowski Złoty Ekran (przyznawany przez pismo "Ekran") w kategorii: telewizyjny film fabularny
- 1976 - Andrzej Szypulski Złoty Ekran (przyznawany przez pismo "Ekran") w kategorii: telewizyjny film fabularny
- 1976 - Eugeniusz Kabatc Złoty Ekran (przyznawany przez pismo "Ekran") w kategorii: telewizyjny film fabularny
- 1976 - Zbigniew Chmielewski Nagroda Przewodniczącego Komitetu ds. Radia i Telewizji zespołowo
- 1976 - Aleksander Minkowski Nagroda Przewodniczącego Komitetu ds. Radia i Telewizji zespołowo
- 1976 - Andrzej Szypulski Nagroda Przewodniczącego Komitetu ds. Radia i Telewizji zespołowo
- 1976 - Jerzy Jesionowski Nagroda Przewodniczącego Komitetu ds. Radia i Telewizji zespołowo
- 1976 - Janusz Gazda Nagroda Przewodniczącego Komitetu ds. Radia i Telewizji zespołowo
- 1976 - Jacek Fuksiewicz Nagroda Przewodniczącego Komitetu ds. Radia i Telewizji zespołowo
- 1976 - Mikołaj Sprudin Nagroda Przewodniczącego Komitetu ds. Radia i Telewizji zespołowo
- 1976 - Zygmunt Kniaziołucki Nagroda Przewodniczącego Komitetu ds. Radia i Telewizji zespołowo
- 1976 - Jeremi Maruszewski Nagroda Przewodniczącego Komitetu ds. Radia i Telewizji zespołowo
- 1976 - Andrzej Gąsior Nagroda Przewodniczącego Komitetu ds. Radia i Telewizji zespołowo
- 1976 - Maria Leszczyńska Nagroda Przewodniczącego Komitetu ds. Radia i Telewizji zespołowo
- 1976 - Zbigniew Chmielewski Nagroda Państwowa II stopnia; zespołowo
- 1976 - Henryk Bąk Nagroda Państwowa II stopnia; zespołowo
- 1976 - Jerzy Jesionowski Nagroda Państwowa II stopnia; zespołowo
- 1976 - Aleksander Minkowski Nagroda Państwowa II stopnia; zespołowo
- 1976 - Jan Nowicki Nagroda Państwowa II stopnia; zespołowo
- 1976 - Mikołaj Sprudin Nagroda Państwowa II stopnia; zespołowo
- 1976 - Andrzej Szypulski Nagroda Państwowa II stopnia; zespołowo
- 1977 - Zbigniew Chmielewski Olsztyn (Festiwal Polskiej Twórczości Telewizyjnej)-Grand Prix
- 1977 - Jerzy Jesionowski Olsztyn (Festiwal Polskiej Twórczości Telewizyjnej)-Grand Prix
- 1977 - Aleksander Minkowski Olsztyn (Festiwal Polskiej Twórczości Telewizyjnej)-Grand Prix
- 1977 - Andrzej Szypulski Olsztyn (Festiwal Polskiej Twórczości Telewizyjnej)-Grand Prix